# The Dukes of Hazzard
The Dukes of Hazzard (también conocidos como Los Dukes de Hazzard en Latinoamérica y El Sheriff Chiflado en España) fue una serie de televisión de Estados Unidos emitida originalmente del 26 de enero de 1979 al 8 de febrero de 1985, por la cadena CBS. Creada por Gy Waldron, consta con 147 capítulos a lo largo de siete temporadas. Se le consideró como uno de los programas con mayor audiencia durante los años setenta y ochenta en algún momento ocupó el segundo lugar, solo después de la serie  Dallas (serie de televisión), la cual era emitida justo después del programa durante el horario nocturno de los viernes por la CBS.
Fue inspirada en la película de 1975 llamada Moonrunners, que trata sobre una familia de contrabandistas de licor. Fue escrita y dirigida por Gy Waldron y en la cual aparecen muchos personajes y características similares. El programa también inspiró una película con el mismo nombre: The Dukes of Hazzard (película) de 2005.
La serie cuenta la historia de Bo y Luke Duke, dos primos que luchan contra la injusticia en el condado de Hazzard, encabezado por el corrupto comisionado Jefferson Davis «Boss» Hogg (J.D. «Boss» Hogg) y su mano derecha, el comisario Rosco P. Coltrane. Los primos Duke se caracterizan por conducir un Dodge Charger 1969 conocido como General Lee. El nombre original de la serie, The Dukes of Hazzard, es un juego de palabras cuyo significado literal hace mención a que los protagonistas se apellidan Duke y viven en el condado llamado Hazzard, sin embargo, la frase posee una gran similitud con la expresión inglesa The dukes of hazard (Los duques del peligro), usada para señalar a los fanáticos de las experiencias extremas.

## Personajes
- Bo Duke

Es el primo más joven y tiene el pelo rubio. Es valiente y aventurero. Expiloto de carreras, es el mejor piloto de la familia y conduce la mayor parte del tiempo. Se le caracteriza por su grito: yeehaa!. Personaje interpretado por John Schneider.
- Luke Duke

El otro primo, tiene el pelo negro y un carácter racional. Antiguo infante de marina y boxeador, es artífice de los planes del dúo y cuando hay problemas ayudará a su primo. Personaje interpretado por Tom Wopat.
Bo y Luke fueron contrabandistas de licor (siguiendo la tradición familiar) hasta que fueron arrestados y enviados a prisión. Gracias a un acuerdo firmado por su tío Jesse ellos están en libertad condicional y por ello no pueden portar armas de fuego. Pero llevan arco y flechas cargadas con explosivos cuando es necesario. Su código de CB (banda ciudadana de radioaficionados) es Oveja perdida.
- Daisy Duke

Prima de Bo y Luke, es una chica dulce y decidida. Trabaja en el Nido del Jabalí y desde allí se entera de algunos movimientos de Boss Hogg. También participa en algunas correrías de sus primos. Su código CB es Pastorcilla. Personaje interpretado por Catherine Bach.
- Jesse Duke

Tío de Bo, Luke y Daisy, es el patriarca de la familia. La mayor parte del tiempo está en la granja familiar cuidando de los animales y dando consejos a los chicos. Antiguo contrabandista de licor, su código CB es Pastor. Personaje interpretado por Denver Pyle.
- Rosco P. Coltrane

El «infalible» comisario del condado de Hazzard, es algo despistado y es la mano derecha de Boss Hogg. Al perseguir a Bo y Luke, lo hace con intensidad, pero falla. Es hermano de Lulú, la esposa de Boss. Personaje interpretado por James Best.
- Jefferson Davis Hogg (Boss Hogg)

También conocido como J.D Hogg, su apodo es Boss. Es el corrupto comisionado del condado, al mismo tiempo que es el hombre rico del pueblo. Es propietario, entre otros inmuebles, del Nido del Jabalí y juega sucio con tal de obtener dinero. Antiguo contrabandista de licor, se caracteriza porque viste de blanco y es gordo. Personaje interpretado por Sorrel Booke.
- Enos Strate

El alguacil del condado, es un policía honrado que tiene buen corazón y que cumple su deber. Cuando le mandan arrestar a Bo y Luke, lo hace casi siempre contra su voluntad. Está enamorado de Daisy. Interpretado por Sonny Shroyer.
- Cooter Davenport

El mecánico del pueblo, gran amigo de la familia Duke. Es cómplice de las aventuras de Bo y Luke y es un poco loco. Interpretado por Ben Jones, se autonombra «el loco Cooter».
Los siguientes son algunos personajes secundarios y sustitutos:
- Cletus Hogg

Primo de Boss, fue alguacil en algunos episodios mientras Enos estaba en California. Tiene las mismas cualidades de Enos. Interpretado por Rick Hurst.
- Lulú Hogg

Esposa de Boss y hermana de Rosco, es una mujer gorda y de buen corazón. Es algo mandona, especialmente con Boss. Interpretada por Peggy Rea.
- Flash

Perro de raza Basset Hound, es la mascota de Rosco.
- Coy Duke

Otro de los primos Duke, tiene las mismas cualidades de Bo y también era piloto de carreras. Interpretado por Byron Cherry.
- Vance Duke

Otro de los primos Duke, tiene las mismas cualidades de Luke y estuvo en la marina mercante. Interpretado por Christopher Mayer.
Coy y Vance estuvieron en la serie entre 1982 y 1984, debido a que Wopat y Schneider abandonaron la serie por problemas con la producción. Para justificar esto, se dijo que Coy y Vance (quienes habían vivido en la granja antes de que arrestaran a Bo y Luke) estaban «a cargo» de todo mientras Bo y Luke estaban probando suerte en el circuito automovilístico NASCAR.
- Comisario Little

El comisario del condado vecino de Chikasaw, es un policía despiadado que persigue con saña a los contrabandistas de licor. Personaje interpretado por Pedro Colley.
- Emma Tisdale

La empleada postal del pueblo, es una anciana un poco loca que está enamorada del tío Jesse. A pesar de ser anciana conducía acrobáticamente una gran motocicleta. Personaje interpretado por Nedra Volz.
- Rosse Ellen

La cajera del banco de J.D. Hogg, en el capítulo «La Cuarentena» o «Doble picadura» en inglés,  es una mujer de cincuenta años, aparenta ser muy religiosa ya que menciona a Daisy Duke extrañarla en la iglesia pues casi no asiste los domingos, sin embargo en ese mismo capítulo, al parecer es compañera de «jugueteos» del Comisario Rosco P. Coltrane, pues al reportarle el robo al banco él le recuerda que no debe llamarle a su oficina y «si se le ha ocurrido alguna travesurilla».
No se ha ubicado quién hacía el doblaje en español de América. La actriz que le dio vida fue Miriam Byrd-Nethery.
En la versión en inglés, el cantante Waylon Jennings fue «the baladeer», en otras palabras, fue el narrador de la historia.

## Escenarios y vehículos

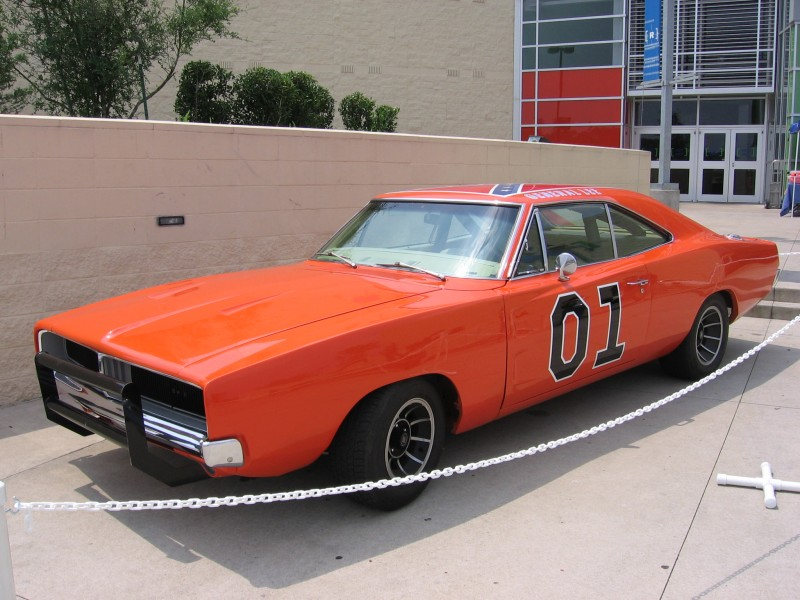
Dodge Charger de Bo y Luke, conocido como «El General Lee».

La historia se desarrolla en el condado de Hazzard, un condado rural del estado de Georgia, al sur de Estados Unidos. El sitio más célebre del condado es el Nido del Jabalí, el bar local, el cual es el epicentro de la vida social del condado. En cuanto a los vehículos, los más recordados son los siguientes:
- General Lee

El emblemático auto de Bo y Luke es un Dodge Charger Modelo 1969 con un motor v8 «HEMI» (Llamando así por Dodge por su peculiaridad de tener las cabezas de pistones hemisféricas), de color anaranjado con el número 01 pintado en los costados y el letrero «General Lee» y la bandera confederada en el techo. Tiene las puertas soldadas y puede saltar zanjas. Su sonido interpreta la canción «Dixie» (Dixie era el nombre del himno nacional de los antiguos Estados Confederados de América). El nombre del vehículo proviene de Robert E. Lee, general del ejército Confederado durante la Guerra Civil de Estados Unidos.
- Dixie

El auto de Daisy es un jeep CJ-7 «Golden Eagle 1979» con un águila pintada en el capó y el letrero «dixie» a los lados.
- Dulce Tilly

Es un auto que el tío Jesse mantiene siempre listo para ocasiones especiales, es un Ford LTD 1972 completamente negro, aparece en el capítulo «Alto octanaje» donde el tío Jesse lo hace funcionar con whisky clandestino.
- La grúa de Cooter

A lo largo de la serie, a Cooter se le pudo ver con distintas grúas en cada episodio, las cuales siempre estaba en el momento preciso para ayudar a los Primos Duke, las grúas que usó a lo largo de la serie son: Chevrolet Fleetside 1969, Chevrolet C30 1970, Ford F-350 1967, Ford F-Series 1977, GMC Truck C/K 1970 y Ford F-350 1979.
- La camioneta del tío Jesse

El vehículo de uso diario del tío Jesse es una camioneta Ford F-100 1973 color blanco, que en el momento de haber problemas, siempre se le veía en los momentos precisos.
- La patrulla de la policía de Hazzard

A Rosco, al igual que Enos y Cletus, se les vio con distintas patrullas a lo largo de la serie, las patrullas usadas fueron: Plymouth Fury 1976/77 (Que es la que aparece en más episodios), AMC Matador 1974, Dodge Monaco 1975 y 1977, Dodge Polara 1970 y Plymouth Satellite 1974.
- El Cadillac de Boss Hogg

El vehículo de Boss Hogg era un Cadillac DeVille 1970 Convertible «68367F» (código usado para los modelos descapotables de Cadillac) color blanco, que su principal característica eran los cuernos de toro que llevaba de adorno en la parte delantera.
En los primeros episodios a Daisy se le podía ver conduciendo un Plymouth Road-Runner.

## Episodios emitidos

### Primera temporada: Los tragamonedas
1. Rosco a la caza.
2. Mi coche es un auto con clase.
3. Si quieres, pagas.
4. El tío Jesse.
5. Cooter arregla el Hemi.
6. La carrera con Billy Cricket.
7. Viaje a Atlanta.
8. Dólares de plata.
9. Marca de nacimiento.
10. Los cuernos del auto de Boss Hogg.
11. La barbacoa.
12. El saboteador.

### Segunda temporada: Mujeres y coches
1. Sólo los perdedores mueren.
2. Daisy ataca.
3. El partido de Rosco.
4. Contra la pared.
5. Motor robado, coche robado.
6. El crimen.
7. Alguien dijo que los hombres no saben conducir.
8. El automóvil.
9. El autocine de Hazzard.
10. Los cuernos del auto de Boss Hogg.
11. La caja fuerte.

OTRAS TEMPORADAS
1. La cuarentena (Proyectada en EE. UU. el 11 de mayo de 1979).

## Películas y otras series
- Enos: Serie derivada de The Dukes of Hazzard protagonizada por Sonny Shroyer, interpretando a Enos. La historia muestra al personaje tras los eventos vistos en el episodio «Enos Strate To The Top» de la tercera temporada, donde abandona el condado para iniciar una carrera como policía en la ciudad de Los Ángeles. La serie se emitió originalmente en CBS desde el 12 de noviembre de 1980 hasta el 20 de mayo de 1981 y contó con una temporada de 18 capítulos donde personajes de la serie original hicieron apariciones especiales.

- The Dukes: Serie animada de veinte episodios de Hanna-Barbera y Warner Bros emitida desde el 5 de febrero al 29 de octubre de 1983. Su argumento muestra como los chicos Duke y su prima Daisy viajan alrededor del mundo compitiendo en una carrera contra Boss Hogg y Rosco para evitar que la granja familiar sea embargada.

- The Dukes of Hazzard: Reunion!: Película del año 1997 para televisión que reunió elenco original de la serie. La historia relata cómo, tras los eventos vistos en la serie, los primos Duke y su prima Daisy abandonaron el condado y cada uno siguió su propio camino en la vida; sin embargo el tío Jesse les pide reunirse para enfrentar en una carrera a una ambiciosa empresaria inmobiliaria que intenta llevar a cabo un proyecto que acabaría con el ecosistema del condado y pondría en peligro la granja de la familia.

- The Dukes of Hazzard: Hazzard in Hollywood: Película para televisión del año 2000 y secuela de la historia de 1997. La historia relata cómo los primos Duke, Daisy, Rosco y Cooter viajan a Hollywood para vender cintas inéditas de música country con la cual podrán obtener el financiamiento para construir un hospital en el condado, sin embargo, un grupo de criminales hace todo lo posible por sabotear su objetivo.

- The Dukes of Hazzard: Adaptación cinematográfica del año 2005 dirigida por Jay Chandrasekhar y protagonizada por Johnny Knoxville, Seann William Scott y Jessica Simpson. La historia relata cómo Boss Hogg logra apoderarse de la granja Duke y otras propiedades como parte de un plan para estafar a los ciudadanos, lo que motiva a los muchachos a investigar cuáles son las intenciones del comisionado y buscar una forma de detenerlo.

- The Dukes of Hazzard: The Beginning: Película para televisión estrenada en el año 2007 y precuela de la película del año 2005. Relata la historia de cómo Bo y Luke, siendo adolescentes, se conocen al ser enviados con su tío Jesse tras meterse en problemas con la ley y ser puestos el libertad condicional. La película explica el inicio de la rivalidad de los muchachos con Boss Hogg, la creación del General Lee y el origen de la personalidad de Daisy.

- Datos: Q1304408
- Multimedia: The Dukes of Hazzard / Q1304408